# Cyclosorus molliusculus
Cyclosorus molliusculus là một loài thực vật có mạch trong họ Thelypteridaceae. Loài này được (Kuhn) Ching mô tả khoa học đầu tiên năm 1938.